# Neetu Singh
Neetu Singh (Delhi, 8 luglio 1958) è un'attrice indiana.

## Biografia
Ha cominciato giovanissima a recitare, venendo accreditata anche come Baby Sonia.
Dal 1980 al 2020 (morte di lui) è stata sposata con l'attore Rishi Kapoor. La coppia ha avuto due figli: Riddhima Kapoor Sahni (15 settembre 1980) e Ranbir Kapoor (28 settembre 1982), quest'ultimo attore.

## Filmografia parziale
- Suraj, regia di T. Prakash Rao (1966)
- Dus Lakh, regia di Devendra Goel (1966)
- Do Kaliyan, regia di R. Krishnan e S. Panju (1968)
- Waris, regia di Ramanna (1969)
- Pavitra Papi, regia di Rajendra Bhatia (1970)
- Rickshawala, regia di K. Shankar (1973)
- Zehreela Insaan, regia di Puttanna Kanagal (1974)
- Deewaar, regia di Yash Chopra (1975)
- Kabhi Kabhie, regia di Yash Chopra (1976)
- Adalat, regia di Narendra Bedi (1976)
- Dharam Veer, regia di Manmohan Desai (1977)
- Amar Akbar Anthony, regia di Manmohan Desai (1977)
- Parvarish, regia di Manmohan Desai (1977)
- Doosra Aadmi, regia di Ramesh Talwar (1977)
- Priyatama, regia di Basu Chatterjee (1977)
- Kaala Patthar, regia di Yash Chopra (1979)
- The Great Gambler, regia di Shakti Samanta (1979)
- Jaani Dushman, regia di Rajkumar Kohli (1979)
- The Burning Train, regia di Ravi Chopra (1980)
- Yaarana, regia di Raakesh Kumar (1981)
- L'amore ieri e oggi (Love Aaj Kal), regia di Imtiaz Ali (2009)
- Do Dooni Chaar, regia di Habib Faisal (2010)
- Jab Tak Hai Jaan, regia di Yash Chopra (2012)
- Besharam, regia di Abhinav Kashyap (2013)